# Superbike-versenyzők listája
Ez a lista a Superbike-világbajnokságban legalább egy versenyen rajthoz állt versenyzőket tartalmazza. A listában a szabadkártyások is szerepelnek. Az adatok 2009. március 29. szerintiek.
| Ábécé szerinti tartalomjegyzék                      |
| --------------------------------------------------- |
| A B C D E F G H I J K L M N O P Q R S T U V W X Y Z |

## A
| Versenyző            | Aktív évek     | Versenyek | Győzelem | Második | Harmadik | Vb-cím |
| -------------------- | -------------- | --------- | -------- | ------- | -------- | ------ |
| Abe Norifumi         | 2005-2006      | 47        | 0        | 0       | 0        | 0      |
| Mashel Al Naimi      | 2007           | 2         | 0        | 0       | 0        | 0      |
| Talal Al Naimi       | 2005-2006      | 4         | 0        | 0       | 0        | 0      |
| Lorenzo Alfonsi      | 2005-2006      |           |          |         |          |        |
| Daniel Amatriain     | 1990-1993      |           |          |         |          |        |
| Anders Andersson     | 1988-1990      |           |          |         |          |        |
| Igor Antonelli       | 2000           | 16        | 0        | 0       | 0        | 0      |
| Alessandro Antonello | 1999-2002      | 54        | 0        | 0       | 0        | 0      |
| Aoki Harucsika       | 2000           | 16        | 0        | 0       | 0        | 0      |
| Aoki Takuma          | 1994-1996      |           |          |         |          |        |
| Arai Suja            | 2001           | 2         | 0        | 0       | 0        | 0      |
| Arakaki Tosijuki     | 1993           |           |          |         |          |        |
| Arata Tecuro         | 1989           |           |          |         |          |        |
| Benn Archibald       | 1997           |           |          |         |          |        |
| Richard Arnaiz       | 1992           |           |          |         |          |        |
| Nigel Arnold         | 2001           |           |          |         |          |        |
| Kim Ashkenazi        | 2001           | 2         | 0        | 0       | 0        | 0      |
| Redamo Assirelli     | 1997-2000,2002 | 10        | 0        | 0       | 0        | 0      |

## B
| Versenyző            | Aktív évek                      | Versenyek | Győzelem | Második | Harmadik | Vb-cím |
| -------------------- | ------------------------------- | --------- | -------- | ------- | -------- | ------ |
| Adam Badziak         | 2005                            | 4         | 0        | 0       | 0        | 0      |
| Ayrton Badovini      | 2009-                           | 4         | 0        | 0       | 0        | 0      |
| Matteo Baiocco       | 2009-                           | 4         | 0        | 0       | 0        | 0      |
| Mike Baldwin         | 1989                            |           |          |         |          |        |
| Alex Barros          | 2006                            | 24        | 1        | 4       | 1        | 0      |
| Markus Barth         | 2000                            | 17        | 0        | 0       | 0        | 0      |
| Walter Bartolini     | 2006                            |           |          |         |          |        |
| Franco Battaini      | 2006                            |           |          |         |          |        |
| Martin Bauer         | 2007                            |           |          |         |          |        |
| Troy Bayliss         | 1997-1998, 2000-2002, 2006-2008 | 152       | 52       | 29      | 13       | 3      |
| Daryl Beattie        | 1990                            |           |          |         |          |        |
| Harry van Beek       | 2006                            |           |          |         |          |        |
| Carl Berthelsen      | 2004                            | 4         | 0        | 0       | 0        | 0      |
| Max Biaggi           | 2007-                           | 57        | 3        | 10      | 13       | 0      |
| Fabio Biliotti       | 1989                            |           |          |         |          |        |
| Paolo Blora          | 1998, 2000-2005                 | 39        | 0        | 0       | 0        | 0      |
| Pierre Bolle         | 1989                            |           |          |         |          |        |
| Renè Bongers         | 1989-1990                       |           |          |         |          |        |
| Denis Bonoris        | 1993                            |           |          |         |          |        |
| Piergiorgio Bontempi | 1991-1998,2004                  |           |          |         |          |        |
| Marco Borciani       | 2000-2007                       | 163       | 0        | 0       | 0        | 0      |
| Juan Bautista Borja  | 2000-2003                       | 91        | 0        | 1       | 1        | 0      |
| Ben Bostrom          | 1998-2002, 2005                 | 104       | 7        | 4       | 6        | 0      |
| Eric Bostrom         | 1999,2001-2003                  | 14        | 0        | 0       | 0        | 0      |
| Christophe Bouheben  | 1988                            |           |          |         |          |        |
| Ioannis Boustas      | 1996                            |           |          |         |          |        |
| Laurent Brian        | 2005                            | 2         | 0        | 0       | 0        | 0      |
| Norino Brignola      | 2005-2007                       | 14        | 0        | 0       | 0        | 0      |
| Yves Brisson         | 1991                            |           |          |         |          |        |
| Massimo Broccoli     | 1989,1991                       |           |          |         |          |        |
| Josh Brookes         | 2006-2007                       |           |          |         |          |        |
| Damon Buckmaster     | 1997                            |           |          |         |          |        |
| Roger Burnett        | 1988-1989                       |           |          |         |          |        |
| Giovanni Bussei      | 1999-2001, 2003-2007            | 112       | 0        | 0       | 0        | 0      |
| Shane Byrne          | 2002-2003, 2009-                | 10        | 2        | 0       | 0        | 0      |

## C
| Versenyző           | Aktív évek                        | Versenyek | Győzelem | Második | Harmadik | Vb-cím |
| ------------------- | --------------------------------- | --------- | -------- | ------- | -------- | ------ |
| Luca Cadalora       | 2000                              | 2         | 0        | 0       | 0        | 0      |
| Cristian Caliumi    | 2002                              | 2         | 0        | 0       | 0        | 0      |
| Berto Camlek        | 2001, 2004, 2006                  | 8         | 0        | 0       | 0        | 0      |
| Matteo Campana      | 2001                              | 4         | 0        | 0       | 0        | 0      |
| Malcom Campbell     | 1988-1991,1998                    |           |          |         |          |        |
| Stefano Caracchi    | 1990                              |           |          |         |          |        |
| José Luís Cardoso   | 2005                              | 20        | 0        | 0       | 0        | 0      |
| Carlos Cardús       | 1994                              |           |          |         |          |        |
| Alan Carter         | 1994                              |           |          |         |          |        |
| Paolo Casoli        | 1994-1996                         |           |          |         |          |        |
| Stéphane Chambon    | 2001                              |           |          |         |          |        |
| Doug Chandler       | 1990, 1996-1998, 2001-2002        | 14        | 0        | 2       | 3        | 0      |
| Carlos Checa        | 2008-                             | 12        | 0        | 0       | 0        | 0      |
| David Checa         | 2005, 2008-                       | 30        | 0        | 0       | 0        | 0      |
| Pierfrancesco Chili | 1995-2006                         | 276       | 17       | 18      | 26       | 0      |
| Milos Cihak         | 2005-2007                         | 8         | 0        | 0       | 0        | 0      |
| Linnley Clarke      | 1991                              |           |          |         |          |        |
| Ivan Clementi       | 2002-2006                         |           |          |         |          |        |
| Andre Coers         | 2000                              | 2         | 0        | 0       | 0        | 0      |
| Luca Conforti       | 2005 2007                         | 6         | 0        | 0       | 0        | 0      |
| Craig Connel        | 1998-1999                         |           |          |         |          |        |
| Simone Conti        | 2003                              | 2         | 0        | 0       | 0        | 0      |
| Alessio Corradi     | 2005                              |           |          |         |          |        |
| Troy Corser         | 1992, 1994-1996, 1998-2001, 2003- | 309       | 33       | 47      | 48       | 2      |
| Craig Coxhell       | 2004                              |           |          |         |          |        |
| Simon Crafar        | 1990, 1992-1997, 2000             | 123       | 0        | 4       | 6        | 0      |
| Martin Craggill     | 1995-1997, 1999, 2001             | 44        | 0        | 0       | 0        | 0      |
| John Crawford       | 2000                              | 2         | 0        | 0       | 0        | 0      |
| Steve Crevier       | 1989, 1991, 1997                  |           |          |         |          |        |
| Stefano Cruciani    | 2004-2005, 2007                   | 8         | 0        | 0       | 0        | 0      |
| Cukamoto Soicsi     | 1992-1993                         |           |          |         |          |        |
| Cudzsimoto Szutosi  | 1995                              |           |          |         |          |        |
| Cuzdsimura Takesi   | 1999, 2002                        |           |          |         |          |        |
| Steven Cutting      | 2003                              | 2         | 0        | 0       | 0        | 0      |

## D
| Versenyző            | Aktív évek     | Versenyek | Győzelem | Második | Harmadik | Vb-cím |
| -------------------- | -------------- | --------- | -------- | ------- | -------- | ------ |
| Jehan D'Orgeix       | 1992           |           |          |         |          |        |
| Julien da Costa      | 2005           | 2         | 0        | 0       | 0        | 0      |
| Sundby Dag Steinar   | 2003           | 2         | 0        | 0       | 0        | 0      |
| Jose David de Gea    | 2006           |           |          |         |          |        |
| Giancarlo de Matteis | 2003-2004      | 10        | 0        | 0       | 0        | 0      |
| Massimo de Silvestro | 2000           | 14        | 0        | 0       | 0        | 0      |
| Javier del Amor      | 2006           |           |          |         |          |        |
| Eric Delcamp         | 1988           |           |          |         |          |        |
| Jean Marc Deletang   | 1993,1997-1998 |           |          |         |          |        |
| Valerio Destefanis   | 1992-1994      |           |          |         |          |        |
| Ferdinando di Maso   | 2001           | 23        | 0        | 0       | 0        | 0      |
| Guillaume Dietrich   | 2007           |           |          |         |          |        |
| Michael Doohan       | 1988           |           |          |         |          |        |
| Scott Doohan         | 1991-1992      |           |          |         |          |        |
| Tommy Douglas        | 1988-1989      |           |          |         |          |        |
| Michael Dowson       | 1988-1990      |           |          |         |          |        |
| Jiri Drazdak         | 2005-2007      | 18        | 0        | 0       | 0        | 0      |
| Miguel Duhamel       | 1995,1997      |           |          |         |          |        |
| Joey Dunlop          | 1988           |           |          |         |          |        |
| Robert Dunlop        | 1988           |           |          |         |          |        |
| Stephane Duterne     | 2004           |           |          |         |          |        |
| Maarten Duyzers      | 2000           | 2         | 0        | 0       | 0        | 0      |

## E
| Versenyző      | Aktív évek            | Versenyek | Győzelem | Második | Harmadik | Vb-cím |
| -------------- | --------------------- | --------- | -------- | ------- | -------- | ------ |
| Colin Edwards  | 1995-2002             | 175       | 31       | 24      | 20       | 2      |
| Jon Ekerold    | 1999-2000             | 19        | 0        | 0       | 0        | 0      |
| Dean Ellison   | 2001-2003, 2007       | 33        | 0        | 0       | 0        | 0      |
| James Ellison  | 2004, 2008, 2009      | 8         | 0        | 0       | 0        | 0      |
| David Emmerson | 1997                  |           |          |         |          |        |
| Sean Emmett    | 1996-1999, 2001, 2003 | 28        | 0        | 0       | 0        | 0      |
| Michel Ernst   | 1993                  |           |          |         |          |        |

## F
| Versenyző           | Aktív évek            | Versenyek | Győzelem | Második | Harmadik | Vb-cím |
| ------------------- | --------------------- | --------- | -------- | ------- | -------- | ------ |
| Marino Fabbri       | 1988                  |           |          |         |          |        |
| Michel Fabrizio     | 2006-                 | 81        | 0        | 4       | 7        | 0      |
| Giancarlo Falappa   | 1989-1994             |           |          |         |          |        |
| Mark Farmer         | 1988                  |           |          |         |          |        |
| Oriol Fernandez     | 2000                  | 2         | 0        | 0       | 0        | 0      |
| Virginio Ferrari    | 1988, 1992            |           |          |         |          |        |
| Carl Fogarty        | 1990-2000             | 220       | 59       | 33      | 17       | 4      |
| Fabien Foret        | 2006                  |           |          |         |          |        |
| Serafino Foti       | 1994,2001-2003        | 53        | 0        | 0       | 0        | 0      |
| Sergio Fuertes      | 2003-2006             | 41        | 0        | 0       | 0        | 0      |
| Fudzsivara Kacuaki  | 1995, 1997, 1999-2000 | 59        | 0        | 0       | 2        | 0      |
| Fudzsivara Norihiko | 1995-1997             |           |          |         |          |        |
| Fabrizio Furlan     | 1992-1993             |           |          |         |          |        |

## G
| Versenyző                | Aktív évek                      | Versenyek | Győzelem | Második | Harmadik | Vb-cím |
| ------------------------ | ------------------------------- | --------- | -------- | ------- | -------- | ------ |
| Michele Gallina          | 2005                            | 8         | 0        | 0       | 0        | 0      |
| David Garcia             | 2003-2004                       |           |          |         |          |        |
| Juan Garriga             | 1993                            |           |          |         |          |        |
| Shawn Giles              | 1994-1999                       |           |          |         |          |        |
| Sébastien Gimbert        | 2003-2006                       | 72        | 0        | 0       | 0        | 0      |
| Anthony Gobert           | 1994-1996, 1999-2000, 2006      | 57        | 8        | 3       | 5        | 0      |
| Peter Goddard            | 1989-1990, 1995-1996, 1998-2002 | 105       | 2        | 2       | 0        | 0      |
| Ivan Goi                 | 2006                            |           |          |         |          |        |
| Gary Goodfellow          | 1988-1989                       |           |          |         |          |        |
| Jurgen van den Goorbergh | 2005                            | 2         | 0        | 0       | 0        | 0      |
| Alessandro Gramigni      | 1998-2001, 2003, 2005           | 87        | 0        | 0       | 0        | 0      |
| Ernst Gschwender         | 1988-1990, 1993                 |           |          |         |          |        |
| Vittoriano Guareschi     | 1999-2000                       | 49        | 0        | 0       | 2        | 0      |
| Jacques Guenette Jr.     | 1991                            |           |          |         |          |        |
| Yann Gyger               | 2002                            |           |          |         |          |        |

## H
| Versenyző           | Aktív évek             | Versenyek | Győzelem | Második | Harmadik | Vb-cím |
| ------------------- | ---------------------- | --------- | -------- | ------- | -------- | ------ |
| Jamie Hacking       | 1998-1999              |           |          |         |          |        |
| Haga Kenszuke       | 1998                   |           |          |         |          |        |
| Haga Norijuki       | 1996-2000, 2002, 2004- | 236       | 34       | 32      | 25       | 0      |
| Christopher Haldane | 1992                   |           |          |         |          |        |
| Mike Hale           | 1995-1997              |           |          |         |          |        |
| Hanamura Tadaaki    | 1988                   |           |          |         |          |        |
| Leon Haslam         | 1993, 2003-2004, 2008- | 37        | 0        | 0       | 3        | 0      |
| Christian Hausle    | 1997                   |           |          |         |          |        |
| Oddgeir Havnen      | 2000                   | 2         | 0        | 0       | 0        | 0      |
| Nicky Hayden        | 2002                   | 2         | 0        | 0       | 0        | 0      |
| James Haydon        | 1997-2001, 2003        | 52        | 0        | 0       | 0        | 0      |
| Mark Heckles        | 2002-2003              | 24        | 0        | 0       | 0        | 0      |
| Tommy Hill          | 2006, 2009             | 8         | 0        | 0       | 0        | 0      |
| Steve Hislop        | 1995, 1998-2002        | 35        | 0        | 0       | 1        | 0      |
| Dennis Hobbs        | 2005                   | 2         | 0        | 0       | 0        | 0      |
| Neil Hodgson        | 1996-1998,2000-2003    | 147       | 16       | 15      | 10       | 1      |
| Alex Hofmann        | 2002                   | 2         | 0        | 0       | 0        | 0      |
| Andreas Hofmann     | 1988-1990, 1992-1993   |           |          |         |          |        |
| Ludovic Holon       | 2000-2001              |           |          |         |          |        |
| John K. Hopperstad  | 1991                   |           |          |         |          |        |

## I
| Versenyző           | Aktív évek     | Versenyek | Győzelem | Második | Harmadik | Vb-cím |
| ------------------- | -------------- | --------- | -------- | ------- | -------- | ------ |
| Vittorio Iannuzzo   | 2003,2006-     | 65        | 0        | 0       | 0        | 0      |
| Paul Iddon          | 1988-1989      |           |          |         |          |        |
| Patrick Igoa        | 1989           |           |          |         |          |        |
| Mario Innamorati    | 1998           |           |          |         |          |        |
| Kenny Irons         | 1988           |           |          |         |          |        |
| Martin Benito Isaac | 2003           | 2         | 0        | 0       | 0        | 0      |
| Lance Isaacs        | 1999-2000      | 51        | 0        | 0       | 0        | 0      |
| Itó Sinicsi         | 1998-1999,2001 | 6         | 0        | 0       | 0        | 0      |
| Ivahasi Kenihiro    | 1988-1989      |           |          |         |          |        |
| Izucu Hitojaszu     | 1999-2003      | 30        | 2        | 1       | 1        | 0      |

## J
| Versenyző          | Aktív évek           | Versenyek | Győzelem | Második | Harmadik | Vb-cím |
| ------------------ | -------------------- | --------- | -------- | ------- | -------- | ------ |
| Claude Alain Jaggi | 2000                 | 12        | 0        | 0       | 0        | 0      |
| Jamie James        | 1990                 |           |          |         |          |        |
| Janagava Akira     | 1997-2002            | 119       | 3        | 9       | 11       | 0      |
| David Jefferies    | 1993,1995            |           |          |         |          |        |
| Igor Jerman        | 1997-2000            | 103       | 0        | 0       | 0        | 0      |
| Craig Jones        | 2006                 |           |          |         |          |        |
| Trevor Jordan      | 1992                 |           |          |         |          |        |
| Russel Josiah      | 1990                 |           |          |         |          |        |
| Josikava Vataru    | 1994-1996, 1998-2002 | 39        | 0        | 1       | 1        | 0      |

## K
| Versenyző            | Aktív évek        | Versenyek | Győzelem | Második | Harmadik | Vb-cím |
| -------------------- | ----------------- | --------- | -------- | ------- | -------- | ------ |
| Kagajama Jukjó       | 2001, 2003, 2005- | 96        | 4        | 6       | 6        | 0      |
| Kamada Manabu        | 2000              | 2         | 0        | 0       | 0        | 0      |
| Vladimir Karban      | 1999-2000         | 40        | 0        | 0       | 0        | 0      |
| Roger Kellenberger   | 1996,1999         |           |          |         |          |        |
| Didier van Keymeulen | 2006              |           |          |         |          |        |
| Tom Kipp             | 1991, 1995, 1997  |           |          |         |          |        |
| Kitagava Kejcsi      | 1992-2000         | 24        | 1        | 2       | 2        | 0      |
| Kjonari Rjúicsi      | 2008-             | 30        | 3        | 0       | 1        | 0      |
| James Knight         | 1990              |           |          |         |          |        |
| John Kocinski        | 1996-1997         |           | 14       |         |          | 1      |
| Erkka Korpiaho       | 1997-1998         |           |          |         |          |        |
| Yudha Simon Kusuma   | 1997              |           |          |         |          |        |

## L
| Versenyző           | Aktív évek                 | Versenyek | Győzelem | Második | Harmadik | Vb-cím |
| ------------------- | -------------------------- | --------- | -------- | ------- | -------- | ------ |
| Régis Laconi        | 2001,2003-                 | 168       | 11       | 7       | 10       | 0      |
| Lorenzo Lanzi       | 2005-2007                  | 92        | 3        | 0       | 3        | 0      |
| Christian Lavieille | 1993, 1997                 |           |          |         |          |        |
| Gregorio Lavilla    | 1996-2003, 2008-           | 180       | 0        | 4       | 8        | 0      |
| Christer Lindholm   | 1992-1994, 1996-1997, 1999 |           |          |         |          |        |
| Gianmaria Liverani  | 1994-1995, 2003-2004       | 38        | 0        | 0       | 0        | 0      |
| Matt Llewellyn      | 1998                       |           |          |         |          |        |
| Mauro Lucchiari     | 1992-1995, 1999, 2005      | 109       | 2        | 1       | 4        | 0      |
| Marco Lucchinelli   | 1988                       |           |          |         |          |        |

## M
| Versenyző             | Aktív évek                 | Versenyek | Győzelem | Második | Harmadik | Vb-cím |
| --------------------- | -------------------------- | --------- | -------- | ------- | -------- | ------ |
| Carlos Macias Perdomo | 1999                       |           |          |         |          |        |
| Niall Mackenzie       | 1990-1991, 1993, 1996-1999 |           |          |         |          |        |
| Kevin Magee           | 1991-1992                  |           |          |         |          |        |
| Michele Malatesta     | 1999, 2001-2002            | 24        | 0        | 0       | 0        | 0      |
| Marjan Malec          | 2002                       | 2         | 0        | 0       | 0        | 0      |
| Udo Mark              | 1990-1991, 1998            |           |          |         |          |        |
| Roger Marshall        | 1988                       |           |          |         |          |        |
| Steve Martin          | 1991, 1998-1999, 2001-2007 | 181       | 0        | 0       | 5        | 0      |
| Marco Masetti         | 2003                       | 2         | 0        | 0       | 0        | 0      |
| Jean Michel Mattioli  | 1990                       |           |          |         |          |        |
| Lorenzo Mauri         | 2003, 2006                 | 7         | 0        | 0       | 0        | 0      |
| Alistair Maxwell      | 2000-2003                  | 15        | 0        | 0       | 0        | 0      |
| Andrea Mazzali        | 2004-2005                  | 7         | 0        | 0       | 0        | 0      |
| Kirk McCarthy         | 1994-1996                  |           |          |         |          |        |
| Garry McCoy           | 2004-2005                  |           |          |         |          |        |
| Rob McElnea           | 1989-1991                  |           |          |         |          |        |
| Andy McGladdery       | 1988-1989                  |           |          |         |          |        |
| Sean McKay            | 2000                       | 2         | 0        | 0       | 0        | 0      |
| Reuben McMurter       | 1989, 1991                 |           |          |         |          |        |
| Nick Medd             | 2003                       | 2         | 0        | 0       | 0        | 0      |
| Andy Meklau           | 1992-2000, 2004            | 143       | 1        | 2       | 1        | 0      |
| Juan López Mella      | 1990-1991                  |           |          |         |          |        |
| Robert Menzen         | 2003-2005                  | 6         | 0        | 0       | 0        | 0      |
| Michel Mercier        | 1990                       |           |          |         |          |        |
| Massimo Meregalli     | 1994-1995                  |           |          |         |          |        |
| Fred Merkel           | 1988-1993                  |           |          |         |          |        |
| Stéphane Mertens      | 1988-1994                  |           |          |         |          |        |
| Davide Messori        | 2003                       | 1         | 0        | 0       | 0        | 0      |
| Mark Miller           | 2002                       | 4         | 0        | 0       | 0        | 0      |
| Mat Mladin            | 1992, 1994-1995, 2002-2003 | 18        | 0        | 0       | 0        | 0      |
| Hervè Moineau         | 1992-1993                  |           |          |         |          |        |
| Robert van de Molen   | 2000                       |           |          |         |          |        |
| Josep Monge           | 2006                       |           |          |         |          |        |
| Baldassarre Monti     | 1989-1993                  |           |          |         |          |        |
| Paul Mooijman         | 2003,2005                  | 4         | 0        | 0       | 0        | 0      |
| Carmelo Morales       | 2007                       |           |          |         |          |        |
| Luca Morelli          | 2007                       |           |          |         |          |        |
| Daniele Morigi        | 2000                       | 5         | 0        | 0       | 0        | 0      |
| Adrien Morillas       | 1988,1992-1995             |           |          |         |          |        |
| Mauro Moroni          | 1994                       |           |          |         |          |        |
| Brian Morrison        | 1989-1996,1999             |           |          |         |          |        |
| Jean Yves Mounier     | 1989-1992,1994-1995        |           |          |         |          |        |
| Jiri Mrkyvka          | 1998-2006                  | 135       | 0        | 0       | 0        | 0      |
| Karl Muggeridge       | 2005-                      | 94        | 0        | 0       | 0        | 0      |
| Thierry Mulot         | 2000-2002                  |           |          |         |          |        |
| Gerald Muteau         | 2000                       | 16        | 0        | 0       | 0        | 0      |
| Teodor Myszkowski     | 2004                       | 2         | 0        | 0       | 0        | 0      |

## N
| Versenyző          | Aktív évek   | Versenyek | Győzelem | Második | Harmadik | Vb-cím |
| ------------------ | ------------ | --------- | -------- | ------- | -------- | ------ |
| Nagai Jaszutomo    | 1994-1995    |           |          |         |          |        |
| Nakano Sinya       | 2009-Present | 4         | 0        | 0       | 0        | 0      |
| Nakamura Kenicsiro | 2002-2003    | 4         | 0        | 0       | 0        | 0      |
| Nakatomi Sinicsi   | 2006-2007    |           |          |         |          |        |
| Gianluca Nannelli  | 2004-2006    |           |          |         |          |        |
| Stefan Nebel       | 2003, 2006   |           |          |         |          |        |
| Max Neukirchner    | 2005-        | 91        | 2        | 2       | 4        | 0      |
| Michel Nickmans    | 2005         | 19        | 0        | 0       | 0        | 0      |
| Ossi Niederkircher | 1997         |           |          |         |          |        |
| Fonsi Nieto        | 2005-2007    | 96        | 1        | 1       | 3        | 0      |
| Tripp Nobles       | 1993         |           |          |         |          |        |
| Jay Normoyle       | 2001,2003    | 3         | 0        | 0       | 0        | 0      |
| Andy Notman        | 2005         | 2         | 0        | 0       | 0        | 0      |
| Warwick Nowland    | 2001,2004    | 19        | 0        | 0       | 0        | 0      |
| Noriyasu Numata    | 2003         | 2         | 0        | 0       | 0        | 0      |
| Marty Nutt         | 2007         |           |          |         |          |        |

## O
| Versenyző          | Aktív évek | Versenyek | Győzelem | Második | Harmadik | Vb-cím |
| ------------------ | ---------- | --------- | -------- | ------- | -------- | ------ |
| Michael O’Connor   | 1991-1992  |           |          |         |          |        |
| Jürgen Oelschläger | 2000,2004  | 21        | 0        | 0       | 0        | 0      |
| Okada Tadajuki     | 2001       | 25        | 0        | 1       | 1        | 0      |
| Ricky Orlando      | 1998       |           |          |         |          |        |
| Osima Jukja        | 1988       |           |          |         |          |        |

## P
| Versenyző             | Aktív évek            | Versenyek | Győzelem | Második | Harmadik | Vb-cím |
| --------------------- | --------------------- | --------- | -------- | ------- | -------- | ------ |
| Michael Paquay        | 1996                  |           |          |         |          |        |
| Broc Parkes           | 2001-2002, 2009-      |           |          |         |          |        |
| Luca Pasini           | 2001                  | 9         | 0        | 0       | 0        | 0      |
| Lucio Pedercini       | 1998-2006             | 177       | 0        | 0       | 0        | 0      |
| Luca Pedersoli        | 2003, 2005            | 10        | 0        | 0       | 0        | 0      |
| Larry Pegram          | 1996,2000             | 4         | 0        | 0       | 0        | 0      |
| Vincent Philippe      | 2005                  | 2         | 0        | 0       | 0        | 0      |
| Rob Phillis           | 1988-1994,1996        |           |          |         |          |        |
| Pascal Picotte        | 1991,1995,1997        |           |          |         |          |        |
| Robertino Pietri      | 2007                  |           |          |         |          |        |
| Benoit Pilon          | 1991                  |           |          |         |          |        |
| Luca Pini             | 2002-2005             | 11        | 0        | 0       | 0        | 0      |
| Fabrizio Pirovano     | 1988-1995             |           |          |         |          |        |
| Andrew Pitt           | 2005-2006             |           |          |         |          |        |
| Heinz Platacis        | 1998                  |           |          |         |          |        |
| Steve Plater          | 2000                  |           |          |         |          |        |
| Doug Polen            | 1989, 1991-1992, 1994 |           | 27       |         |          | 2      |
| Alessandro Polita     | 2007                  |           |          |         |          |        |
| Miguel Praia          | 2004-2005             |           |          |         |          |        |
| Renè Prang            | 2000                  | 2         | 0        | 0       | 0        | 0      |
| Maurizio Prattichizzo | 2005                  | 1         | 0        | 0       | 0        | 0      |
| Aldeo Presciutti      | 1993                  |           |          |         |          |        |
| Frederic Protat       | 1998-2001,2003        | 48        | 0        | 0       | 0        | 0      |

## R
| Versenyző            | Aktív évek            | Versenyek | Győzelem | Második | Harmadik | Vb-cím |
| -------------------- | --------------------- | --------- | -------- | ------- | -------- | ------ |
| Renè Rasmussen       | 1988-1989             |           |          |         |          |        |
| Anton Rechberger     | 1999                  |           |          |         |          |        |
| Tony Rees            | 1990                  |           |          |         |          |        |
| John Reynolds        | 1992, 1995-2001, 2003 | 81        | 1        | 1       | 2        | 0      |
| Pere Riba            | 1997,2005             |           |          |         |          |        |
| Mauro Ricci          | 1988                  |           |          |         |          |        |
| Glen Richards        | 2002                  | 4         | 0        | 0       | 0        | 0      |
| Brendan Roberts      | 2009-                 | 4         | 0        | 0       | 0        | 0      |
| Kurtis Roberts       | 2006                  |           |          |         |          |        |
| Massimo Roccoli      | 2005                  |           |          |         |          |        |
| Raymond Roche        | 1988-1992             |           | 23       |         |          | 1      |
| Guin Roda            | 2000                  | 2         | 0        | 0       | 0        | 0      |
| Javier Rodriguez     | 2000-2001             | 18        | 0        | 0       | 0        | 0      |
| Roberto Rolfo        | 2006-                 |           |          |         |          |        |
| Doriano Romboni      | 1999-2000, 2004       | 13        | 0        | 0       | 0        | 0      |
| Peter Rubatto        | 1988-1989, 1991       |           |          |         |          |        |
| Jean-Philippe Ruggia | 1997                  |           |          |         |          |        |
| Scott Russell        | 1990-1995, 1997-1998  |           | 13       |         |          | 1      |
| Nello Russo          | 2003                  | 10        | 0        | 0       | 0        | 0      |
| Michael Rutter       | 1994,1997, 2002-2003  | 26        | 0        | 0       | 1        | 0      |
| Terry Rymer          | 1988-1994, 1998       |           |          |         |          |        |
| Rjó Akira            | 1996-2001             | 14        | 1        | 2       | 1        | 0      |

## S
| Versenyző        | Aktív évek       | Versenyek | Győzelem | Második | Harmadik | Vb-cím |
| ---------------- | ---------------- | --------- | -------- | ------- | -------- | ------ |
| Horst Saiger     | 2003-2004        | 12        | 0        | 0       | 0        | 0      |
| Ivan Sala        | 2004             | 4         | 0        | 0       | 0        | 0      |
| Mauro Sanchini   | 2000-2007        | 140       | 0        | 0       | 0        | 0      |
| Dominique Sarron | 1993             |           |          |         |          |        |
| Giuliano Sartoni | 2000-2002        | 28        | 0        | 0       | 0        | 0      |
| Jochen Schmid    | 1994-1997, 1999  |           |          |         |          |        |
| Michael Schulten | 2004-2005        | 4         | 0        | 0       | 0        | 0      |
| Robert Scolyer   | 1988             |           |          |         |          |        |
| Tamaki Serizawa  | 1997, 1999-2001  | 12        | 0        | 0       | 1        | 0      |
| Bubba Shobert    | 1988             |           |          |         |          |        |
| Ivan Silva       | 2005             | 7         | 0        | 0       | 0        | 0      |
| David Simpson    | 2000             | 2         | 0        | 0       | 0        | 0      |
| Aaron Slight     | 1989-2000        | 229       | 13       | 42      | 32       | 0      |
| Greg Smith       | 2000             | 2         | 0        | 0       | 0        | 0      |
| Jakub Smrž       | 2007-Present     |           |          |         |          |        |
| Sóva Tadahiko    | 1989, 1992       |           |          |         |          |        |
| Freddie Spencer  | 1995             |           |          |         |          |        |
| Ben Spies        | 2009             | 18        | 10       | 1       | 1        | 0      |
| Bertrand Stey    | 2000-2003        | 49        | 0        | 0       | 0        | 0      |
| Andrew Stroud    | 1990, 1998, 2005 | 39        | 0        | 0       | 0        | 0      |
| Jari Suhonen     | 1988-1992        |           |          |         |          |        |
| Szuzuki Makoto   | 1997             |           |          |         |          |        |
| Marek Svoboda    | 2005,2007        | 6         | 0        | 0       | 0        | 0      |
| Tom Sykes        | 2008-            |           |          |         |          |        |
| Pawel Szkopek    | 2004, 2006       |           |          |         |          |        |

## T
| Versenyző          | Aktív évek       | Versenyek | Győzelem | Második | Harmadik | Vb-cím |
| ------------------ | ---------------- | --------- | -------- | ------- | -------- | ------ |
| Takeda Júicsi      | 1996-2000,2002   | 12        | 1        | 0       | 0        | 0      |
| Takeisi Sinya      | 1996-1999        |           |          |         |          |        |
| Tamada Makoto      | 2000-2002, 2008- | 34        | 3        | 1       | 0        | 0      |
| Tamada Manabu      | 1999             |           |          |         |          |        |
| Davide Tardozzi    | 1988-1992        |           |          |         |          |        |
| Yoann Tiberio      | 2007             |           |          |         |          |        |
| Walter Tortoroglio | 2003             |           |          |         |          |        |
| James Toseland     | 2001-2007        | 168       | 16       | 24      | 17       | 2      |
| Jiri Trcka         | 2005             | 2         | 0        | 0       | 0        | 0      |
| Karl Truchsess     | 2003             | 20        | 0        | 0       | 0        | 0      |

## U
| Versenyző  | Aktív évek | Versenyek | Győzelem | Második | Harmadik | Vb-cím |
| ---------- | ---------- | --------- | -------- | ------- | -------- | ------ |
| Robert Ulm | 1999-2001  |           |          |         |          |        |

## V
| Versenyző          | Aktív évek           | Versenyek | Győzelem | Második | Harmadik | Vb-cím |
| ------------------ | -------------------- | --------- | -------- | ------- | -------- | ------ |
| Alessandro Valia   | 2002                 | 6         | 0        | 0       | 0        | 0      |
| Vatanabe Acusi     | 2003                 | 2         | 0        | 0       | 0        | 0      |
| Alessio Velini     | 2004-2005            |           |          |         |          |        |
| Chris Vermeulen    | 2004-2005            | 45        | 10       | 9       | 4        | 0      |
| Jeronimo Vidal     | 2002                 | 4         | 0        | 0       | 0        | 0      |
| Alex Vieira        | 1988-1990, 1993-1994 |           |          |         |          |        |
| Arno Visscher      | 2004                 | 2         | 0        | 0       | 0        | 0      |
| Gianluca Vizziello | 2005                 |           |          |         |          |        |
| Jeffry de Vries    | 1990-1994, 1996      |           |          |         |          |        |

## W
| Versenyző          | Aktív évek                 | Versenyek | Győzelem | Második | Harmadik | Vb-cím |
| ------------------ | -------------------------- | --------- | -------- | ------- | -------- | ------ |
| Ralf Waldmann      | 2005                       | 1         | 0        | 0       | 0        | 0      |
| Chris Walker       | 1997-2000, 2002-2006       | 148       | 1        | 1       | 10       | 0      |
| Scott Webster      | 2000                       | 2         | 0        | 0       | 0        | 0      |
| Edwin Weibel       | 1988, 1990-1991, 1993-1994 |           |          |         |          |        |
| James Whitham      | 1993-1998                  |           |          |         |          |        |
| Glenn Williams     | 1988                       |           |          |         |          |        |
| Steve Williams     | 1988                       |           |          |         |          |        |
| Mark Willis        | 1998                       |           |          |         |          |        |
| Bob Withag         | 2005                       | 1         | 0        | 0       | 0        | 0      |
| Johann Wolfsteiner | 1997,2001                  | 7         | 0        | 0       | 0        | 0      |

## X
| Versenyző  | Aktív évek             | Versenyek | Győzelem | Második | Harmadik | Vb-cím |
| ---------- | ---------------------- | --------- | -------- | ------- | -------- | ------ |
| Rubén Xaus | 1998, 2001-2003, 2006- | 150       | 11       | 13      | 11       | 0      |

## Y
| Versenyző   | Aktív évek          | Versenyek | Győzelem | Második | Harmadik | Vb-cím |
| ----------- | ------------------- | --------- | -------- | ------- | -------- | ------ |
| Aaron Yates | 1997-1998,2002-2003 | 8         | 0        | 0       | 0        | 0      |

## Z
| Versenyző        | Aktív évek | Versenyek | Győzelem | Második | Harmadik | Vb-cím |
| ---------------- | ---------- | --------- | -------- | ------- | -------- | ------ |
| Christian Zaiser | 2003,2007  | 31        | 0        | 0       | 0        | 0      |
| Giuseppe Zannini | 2003-2005  | 13        | 0        | 0       | 0        | 0      |
| Aaron Zanotti    | 2007       |           |          |         |          |        |
| Sahar Zvik       | 1988       |           |          |         |          |        |